# Kuroko's Basket
Kuroko's Basket (黒子のバスケ, Kuroko no basuke) est un shōnen manga écrit et dessiné par Tadatoshi Fujimaki. Il est pré-publié dans l'hebdomadaire Weekly Shōnen Jump de l'éditeur Shūeisha entre décembre 2008 et septembre 2014, et est compilé en un total de trente tomes. Une suite, Kuroko's Basket: Last Game (黒子のバスケ EXTRA GAME), est publiée entre décembre 2014 et mars 2016 dans le magazine Shōnen Jump NEXT! et compte deux tomes. La version française est éditée en intégralité par Kazé.
Une adaptation en série télévisée d'animation de vingt-cinq épisodes produite par le studio Production I.G est diffusée entre avril et septembre 2012. Une deuxième saison de vingt-cinq épisodes est diffusée entre octobre 2013 et mars 2014, et une troisième saison est diffusée entre janvier et juillet 2015. L'intégralité de la série fut également disponible sur le site de streaming Netflix à partir du 15 mai 2019 mais elle a été retirée du service l'année suivante. Dans les pays francophones, la série est licenciée par Kazé et est diffusée en streaming sur Anime Digital Network et à la télévision sur les chaînes du groupe Game One, et sur L'Équipe 21. Une série de trois films d'animation récapitulatifs est diffusée entre septembre et décembre 2016, et un film adaptant la série Extra Game est sorti en mars 2017.
En avril 2014, le tirage de la série s'élève à 27 millions d'exemplaires.

## Synopsis
Dans le collège Teikô, le club de basket-ball était connu pour être l'un des meilleurs du pays. Au sein de l'établissement, cinq génies du sport étaient connus sous le nom de « Génération Miracles » (キセキの世代, Kiseki no Sedai). Toutefois, les cinq membres considéraient un sixième joueur comme un élément tout aussi prodigieux qu'ils ne l'étaient : le joueur fantôme. À la fin de leur scolarité dans le collège de Teikô, les cinq prodiges se dispersèrent dans des lycées de renommée, désirant chacun mener leur équipe au sommet. À part le sixième joueur...
C'est ainsi que Tetsuya Kuroko (le joueur fantôme en question), un jeune garçon à l'apparence chétive, ayant la faculté de diriger ailleurs l'attention des autres pour se rendre invisible, et ainsi se mêler aux autres, intègre le modeste lycée de Seirin, fraîchement construit et avide de dénicher de nouveaux talents pour ses divers clubs de sport. Notamment le basket.
À son arrivée au lycée, la Coach de l'équipe de basket, Riko Aida prend les inscriptions des premières années. C'est ainsi que Kuroko est devancé à son inscription par l'imposant Taiga Kagami venant tout droit des États-Unis, et désireux de pratiquer le basket-ball au Japon, bien qu'ayant une très mauvaise impression de ce dernier, soucieux de leurs niveaux.
Rapidement, les nouveaux arrivés dans le club de basket-ball sont testés dans un match face à l'équipe du lycée. Kuroko fait alors démonstration de  talent de passeur hors-norme alors que Kagami étale son talent inné et destructeur pour le dunk. Bien que tout les différencie, les deux joueurs finissent par sympathiser et deviennent une paire terriblement efficace. Sur le terrain.
Kagami se promet de devenir le meilleur joueur du pays en surpassant les cinq membres de la Génération Miracles, alors que Kuroko décide de devenir l'ombre de Kagami en l'aidant à réaliser son rêve. Plus tard, les deux amis avouent qu'ils désirent, avant tout, faire de l'équipe de basket-ball de Seirin la meilleure du Japon.

## Manga
La série débute le 8 décembre 2008 dans le magazine Weekly Shōnen Jump édité par Shūeisha. Le premier volume relié est sorti le 3 avril 2009. Le dernier chapitre paraît le 1er septembre 2014. Une suite est annoncée le 9 octobre 2014 Shūeisha et est publiée à travers le magazine Shōnen Jump NEXT! à partir du 29 décembre 2014. L'histoire prend place après la fin du manga principal, et propose des affrontements au street basket. Le dernier chapitre de cette série est publié le 3 mars 2016.
Annoncée lors de Japan Expo 2011, la série est éditée en version française par Kazé depuis janvier 2012.

## Anime

### Série télévisée
L'adaptation en série télévisée d'animation est annoncée dans le magazine Weekly Shōnen Jump numéro 43 sorti en octobre 2011. Celle-ci est produite par le studio Production I.G, réalisée par Shunsuke Tada et scénarisée par Noboru Takagi. Elle est diffusée sur la chaîne MBS entre le 7 avril et le 22 septembre 2012 et comporte vingt-cinq épisodes. Un épisode spécial avait été diffusé le 3 avril 2012 sur Tokyo MX et BS11. Certains DVD et Blu-ray contiennent des épisodes bonus,.
Une deuxième saison est annoncée dans le magazine Shōnen Jump NEXT! sorti en décembre 2012. Celle-ci a débuté le 5 octobre 2013 et s'est terminée après vingt-cinq épisodes le 29 mars 2014. Un épisode OAV est sorti avec le 6e Blu-ray de la saison. Le vingt-cinquième volume relié du manga est sorti le 4 décembre 2013 en édition limitée contenant un OAV.
Une troisième saison est annoncée dans le magazine Weekly Shōnen Jump numéro 27 sorti en juin 2014. Celle-ci est diffusée à partir du 11 janvier 2015. Un épisode OAV est sorti le 24 décembre 2015 avec le 9e Blu-ray de la saison.
Dans les pays francophones, la série est éditée par Kazé, qui publie la série en DVD à partir de juin 2014. Les épisodes sont diffusés en streaming sur le site Anime Digital Network et à la télévision sur J-One et L'Équipe 21. Les saisons 2 et 3 sont diffusées en version française sur la chaine Game One avant leur sortie en DVD. Elle est également diffusée en streaming par Crunchyroll dans de nombreux pays,.

#### Musiques
| Générique | Épisodes           | Début                        | Début      | Fin                 | Fin         |
| Générique | Épisodes           | Titre                        | Artiste    | Titre               | Artiste     |
| --------- | ------------------ | ---------------------------- | ---------- | ------------------- | ----------- |
| 1         | Saison 1 : 1 – 25  | Can Do                       | GRANRODEO  | Start it right away | Hyadain     |
| 2         | Saison 1 : 1 – 25  | RIMFIRE                      | GRANRODEO  | Katarurizumu        | OLDCODEX    |
| 3         | Saison 2 : 26 – 50 | The Other self               | GRANRODEO  | WALK                | OLDCODEX    |
| 4         | Saison 2 : 26 – 50 | Hengen Jizai no Magical Star | GRANRODEO  | FANTASTIC TUNE      | Kenshō Ono  |
| 5         | Saison 3 : 51 – 75 | Punky Funky Love             | GRANRODEO  | GLITTER DAYS        | Fo'xTails   |
| 6         | Saison 3 : 51 – 75 | Zero                         | KENSHO ONO | AMBIVALENCE         | SCREEN Mode |
| 7         | Saison 3 : 51 – 75 | Memories                     | GRANRODEO  | LANTANA             | OLDCODEX    |

### Films d'animation
Trois films d'animation récapitulatif du tournoi Winter Cup sont également produits. Le premier, Winter Cup Sōshū-hen ~Kage to hikari~, est diffusé le 3 septembre 2016 ; le deuxième, Winter Cup Sōshū-hen ~Namida no saki e~, le 8 octobre 2016 et le troisième, Winter Cup Sōshū-hen ~Tobira no mukō~, le 3 décembre 2016.
Également, un film adaptant la série Extra Game intitulé Kuroko's Basket Last Game (en) est sorti le 18 mars 2017,.

### Distribution
| Personnages          | Voix japonaises,    | Voix françaises,    |
| -------------------- | ------------------- | ------------------- |
| Tetsuya Kuroko       | Kenshō Ono          | Adrien Solis        |
| Taiga Kagami         | Yūki Ono            | Benjamin Pascal     |
| Riko Aida            | Chiwa Saitō         | Marie Nonnenmacher  |
| Junpei Hyūga         | Yoshimasa Hosoya    | Christophe Seugnet  |
| Shun Izuki           | Hirofumi Nojima     | Julien Chatelet     |
| Shinji Koganei       | Takuya Eguchi       | Grégory Laisné      |
| Rinnosuke Mitobe     | Fumihiro Okabayashi |                     |
| Satoshi Tsuchida     | Go Inoue            | Nicolas Beaucaire   |
| Teppei Kiyoshi       | Kenji Hamada        | Yann Pichon         |
| Shintarō Midorima    | Daisuke Ono         | Jean-Marco Montalto |
| Kazunari Takao       | Tatsuhisa Suzuki    | Bastien Bourlé      |
| Ryōta Kise           | Ryōhei Kimura       | Bruno Méyère        |
| Yukio Kasamatsu      | Sōichirō Hoshi      | Jean-Pierre Leblan  |
| Daiki Aomine         | Junichi Suwabe      | Martial Le Minoux   |
| Satsuki Momoi        | Fumiko Orikasa      | Jessie Lambotte     |
| Shoichi Imayoshi     | Kazuya Nakai        | Arnaud Laurent      |
| Ryo Sakurai          | Nobunaga Shimazaki  | Vincent de Boüard   |
| Seijūrō Akashi       | Hiroshi Kamiya      | Nicolas Beaucaire   |
| Atsushi Murasakibara | Kenichi Suzumura    | Jérémy Zylberberg   |
| Makoto Hanamiya      | Jun Fukuyama        | Martial Le Minoux   |

## Analyse de l’œuvre

### Réception et critique
En 2012, le manga se classe à la deuxième place des meilleures ventes par séries au Japon, avec plus de 8 millions d'exemplaires vendus, derrière One Piece. En décembre 2012, le tirage total des vingt premiers volumes est de 14 millions d'exemplaires tandis qu'en septembre 2013, celui des vingt-quatre premiers volumes s'élève à 23 000 000 d'exemplaires. En avril 2014, le tirage total de la série s'élève à 27 millions.
En France, le manga est élu meilleur shōnen 2012 par les lecteurs de Manga-News.

### Menaces
En octobre 2012, l'auteur de la série, Tadatoshi Fujimaki, et son entourage reçoivent diverses lettres de menaces, demandant à l'auteur d'arrêter sa série, sous menace d'attaques chimiques au sulfure d'hydrogène. À la suite de ces missives, la police ouvre une enquête et l'éditeur japonais Shūeisha décide d'annuler plusieurs événements et conventions dōjinshi basés sur Kuroko's Basket,,. La série est également bannie du Comiket 83, afin d'assurer la sécurité des visiteurs. Plus de 10 millions de yens sont perdus lors du Comiket. Des librairies spécialisées et des supérettes retirent de leurs rayons les volumes de Kuroko's Basket à la suite de ces menaces. Le 15 décembre 2013, la police arrête Hirofumi Watanabe, qui aurait admis sa culpabilité et déclaré avoir agi par jalousie du succès de Tadatoshi Fujimaki,. Il aurait été identifié grâce à des caméras de surveillance placées dans une supérette où des bonbons empoisonnés à la nicotine ont été trouvés. Le 21 août 2014, Hirofumi Watanabe est condamné à 4 ans et demi de prison.

## Produits dérivés

### Publications
- Romans

Une série de romans nommée Replace, écrite par Hirabayashi Sawako, illustrée par Tadatoshi Fujimaki et servant de préquelle à l'histoire, est sortie au Japon :
Le premier volume  (ISBN 978-4-08-703240-6) est sorti le 4 mars 2011 ;
Le deuxième volume  (ISBN 978-4-08-703254-3) est sorti le 2 décembre 2011 ;
Le troisième volume  (ISBN 978-4-08-703275-8) est sorti le 4 septembre 2012 ;
Le quatrième volume  (ISBN 978-4-08-703298-7) est sorti le 2 août 2013 ;
Le cinquième volume  (ISBN 978-4-08-703314-4) est sorti le 2 mai 2014.
Une adaptation en manga dessinée par Ichirō Takahashi est pré-publiée du 27 janvier 2015 au 24 avril 2018 dans le magazine en ligne Shonen Jump +,,. La version française est publiée par Kazé depuis mars 2017.
- Characters Book

Un Characters Book nommé Characters Bible est sorti le 4 juillet 2012 au Japon.
Des Characters Book de la série télévisée sont également sortis : trois pour la première saison,, et trois pour la deuxième,,.

### Jeux vidéo
Un jeu vidéo nommé Kuroko's Basketball: Miracle Game, édité par Namco Bandai Games, est sorti au Japon le 9 août 2012 sur PlayStation Portable. Un second jeu vidéo nommé Kuroko no Basket: Shôri he no Kiseki, développé et édité par Namco Bandai Games sur Nintendo 3DS, est sorti le 20 février 2014.
Tetsuya Kuroko apparaît en tant que personnage de soutien dans le jeu vidéo J-Stars Victory Vs sorti le 19 mars 2014 sur PlayStation 3, puis sur PlayStation 4 et PlayStation Vita.

### Autres produits
Plusieurs figurines à l'effigie des principaux personnages sont produites par Kotobukiya, Bandai ou encore Megahouse,,.